# دانيال شايز

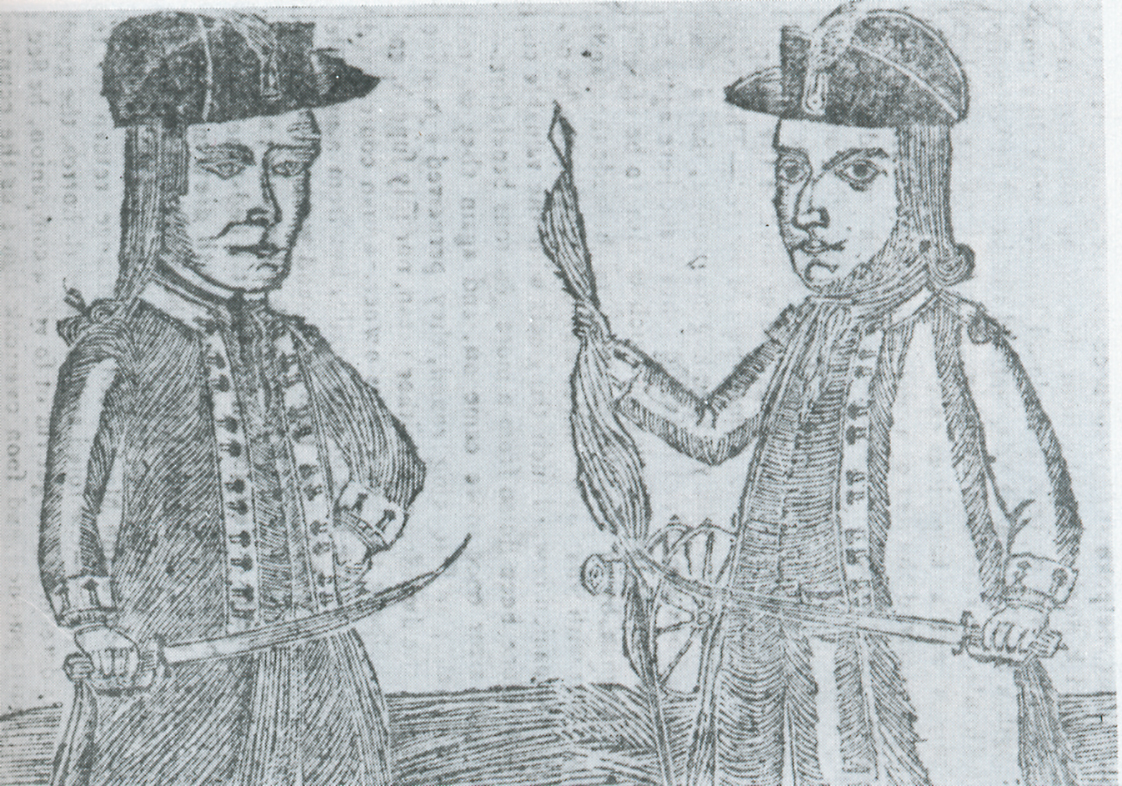
نقش يظهر دانييل شايز في اليسار مع جوب شاتوك

دانييل شايز (بالإنجليزية: Daniel Shays)‏ جندي أمريكي (1747 – 1825) وقائد تمرد عرف باسمه في غرب ماساتشوستس أعوام 1786 – 87، وكان قد ولد في هوبكينتون في نفس الولاية وفي حرب الاستقلال الأمريكية حارب في فوج ماساتشوستس كملازم ثاني من مايو إلى ديسمبر 1775 وأصبح نقيبا في فوج ماساتشوستس الخامس في يناير 1777 واستقال في أكتوبر 1780، وقام بتمرد بعد الاستقلال وعند فشله هرب إلى فيرمونت وأعطي عفوا كاملا في يونيو 1788، ومات في سبارتا، نيويورك في 29 سبتمبر 1825.

## معرض صور

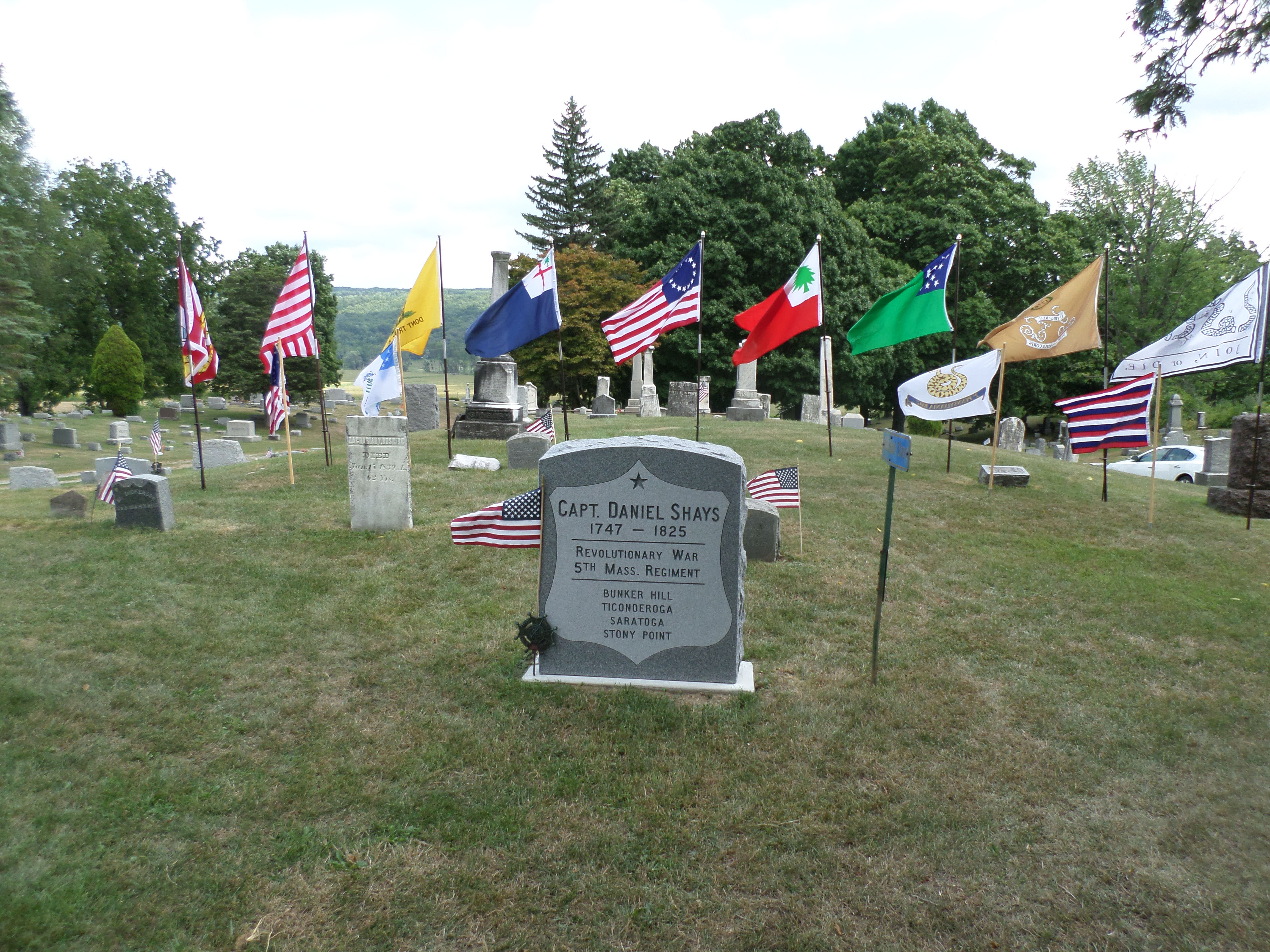
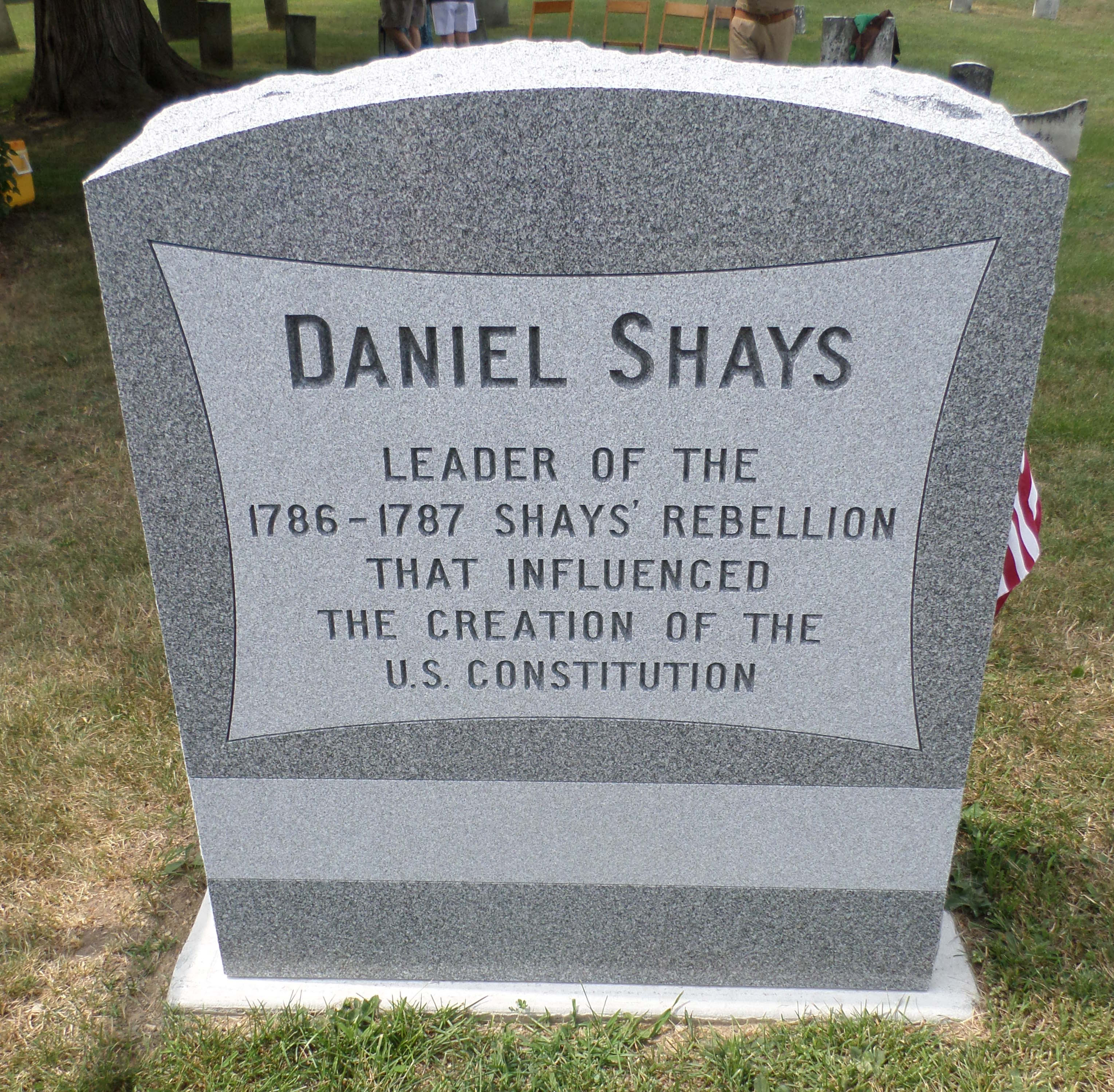
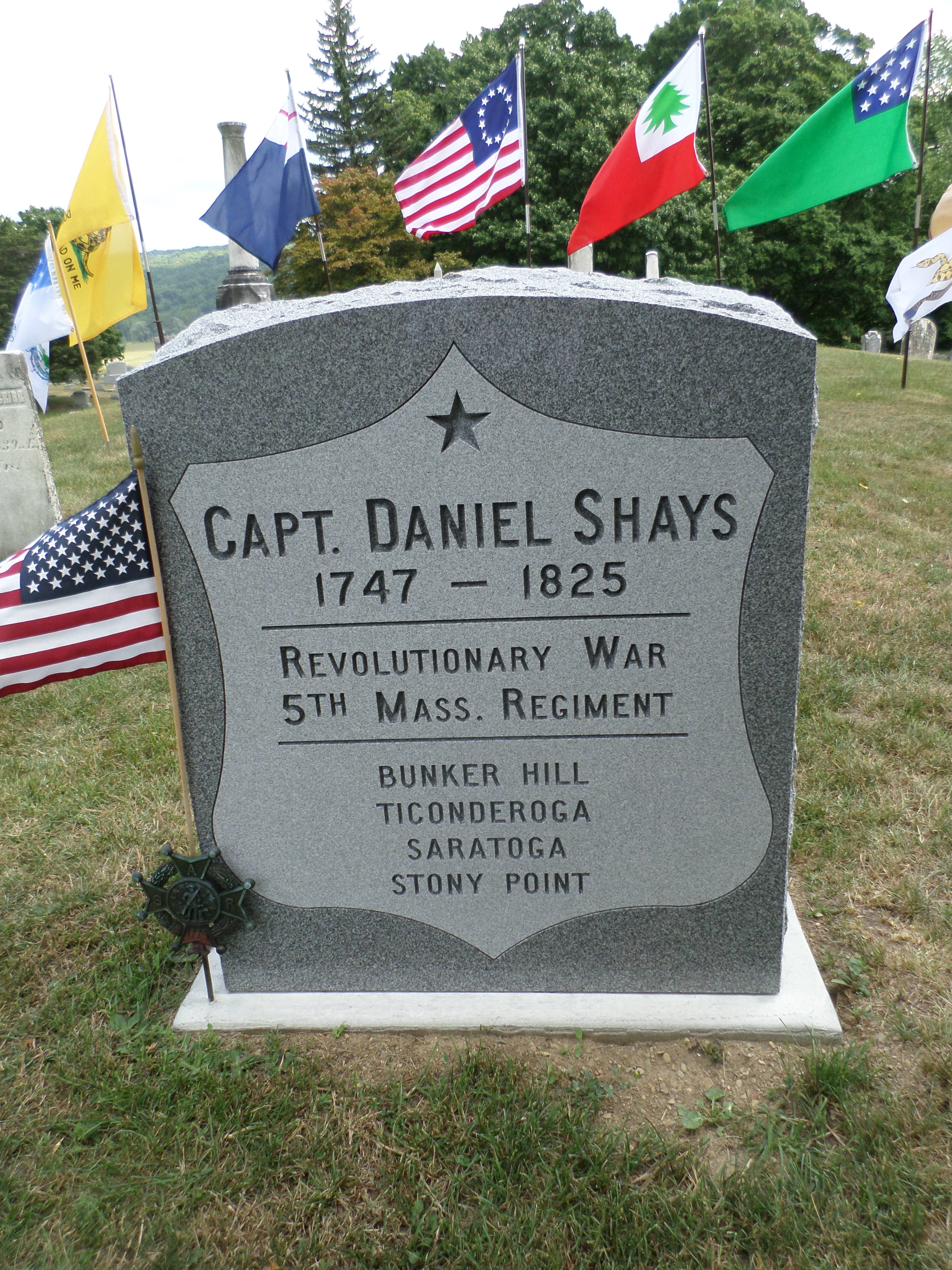